# Canal Ieper-IJzer
El Canal Ieper-IJzer (o Ieperlee) és un canal de Bèlgica d'una llargada de 15,156 km. Enllaça la ciutat d'Ieper amb el riu IJzer a Knokkebrug, un nucli de la ciutat Diksmuide.
La navegabilitat del canal s'ha reduït. A certs trams la profunditat és a penes un metre el que dificulta la navegació de plaer. El problema és parcialment degut a les embarcacions de plaer que naveguen massa de presa i causen així danys als marges del canal. El 2007 l'obra de dragatge hauria de començar.
El canal va tenir un paper important durant la batalla d'IJzer a la Primera Guerra Mundial. Al marge del canal, al mig de la zona industrial d'Ieper al nucli de Boezinge, s'ha reconstruït una trinxera a la seva ubicació d'origen i amb materials autèntics al seu lloc històric: la Yorkshire Trench. Hom hi troba també les restes històriques d'un deep dug out, un refugi militar a gran profunditat de 1917 que s'integrarà a la instal·lació turística.

## Rescloses
| Rescloses     | Rescloses | Rescloses | Rescloses   | Rescloses      |
| ------------- | --------- | --------- | ----------- | -------------- |
| Localitat     | llargada  | amplada   | profunditat | alçària llibre |
| Boezinge-dorp | 40,80 m   | 5,10 m    | 2,05 m      | 4,05 m         |
| Boezinge-sas  | 40,80 m   | 5,10 m    | 2,40 m      | 4,70 m         |